# Salvador Sedó i Alabart
Salvador Sedó i Alabart (Reus, Baix Camp, 3 d'abril de 1969) és enginyer tècnic industrial i polític català. Va ser eurodiputat d'Unió Democràtica de Catalunya entre 2011 i 2014, adscrit al grup polític del Partit Popular Europeu.

## Vida personal i professional
Nascut el 3 d'abril del 1969 a Reus, és fill de Salvador Sedó i Marsal. Enginyer Tècnic Industrial per la Universitat Politècnica de Catalunya i va fer un Postgrau en Lideratge i Gestió Pública a IESE. El 1998 va fundar i n'és president de la consultora internacional NISIROS SL. Del 1987 al 1989, fou membre del Claustre d'Estudiants de la Universitat Politècnica de Catalunya. Va ser vicepresident de SME Europe.

## Trajectòria política
Membre d'Unió Democràtica de Catalunya des del 1985 i Conseller Nacional des del 1991. Ha estat president (1993-1995) i secretari general (1995-1996) de la Unió de Joves. Del 1993 al 1994 fou membre del Consell Consultiu de la Fundació Europea de la Joventut del Consell d'Europa i del 1992 al 1997 formà part del Comitè Executiu de les Joventuts Democratacristianes Europees. També del 1995 al 1997 fou Membre del Buró del Fòrum Juvenil de la Unió Europea, de la Comissió Internacional d'UDC, del Buró Polític de la Internacional Demòcrata de Centre i del Buró Polític del Partit Popular Europeu.
Des del 1997 és el Secretari de Relacions Internacionals d'Unió Democràtica de Catalunya i des de l'any 2000 forma part del Comitè de Govern del partit.
De març a desembre de 2011 fou director general de Relacions Exteriors de la Generalitat de Catalunya. En desembre de 2011 fou designat com a diputat al Parlament europeu, càrrec que va ocupar fins a juny de 2014. Poc després fou designat senador pel parlament de Catalunya per substituir Eva Parera i Escrichs. El 19 de juny de 2017 va ser un dels signants del manifest fundacional d'Units per Avançar, partit catalanista, proeuropeu, moderat i humanista.